# AnNa R.

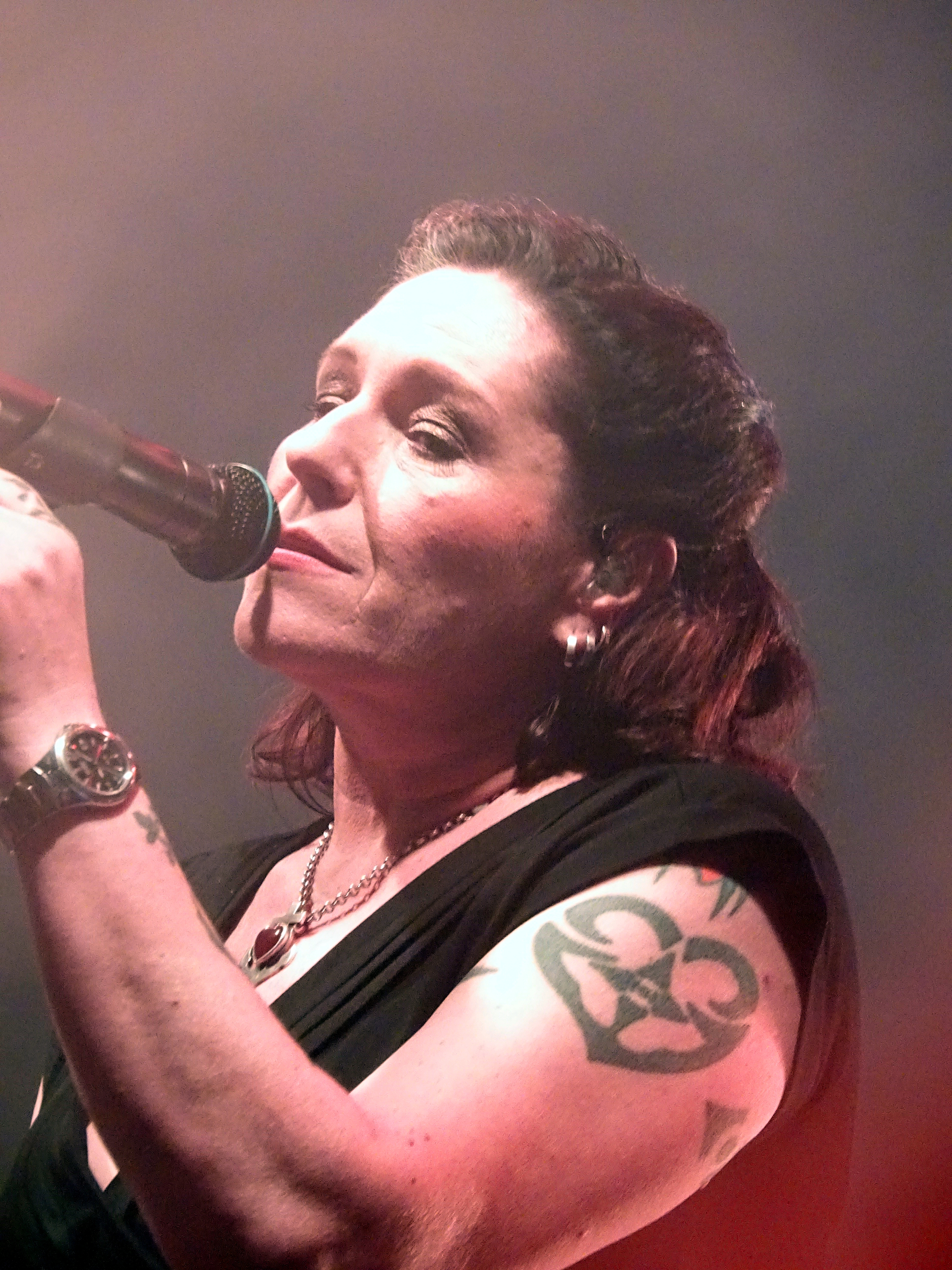
AnNa R. (2022)

AnNa R. (bürgerlich Andrea Neuenhofen, * 25. Dezember 1969 als Andrea Rosenbaum in Ost-Berlin; † vor oder am 16. März 2025 in Berlin) war eine deutsche Sängerin und Texterin. Sie wurde als Mitglied des Duos Rosenstolz bekannt. Daneben war sie auch als Solokünstlerin aktiv und gründete die Band Gleis 8. Von 2019 bis 2022 war sie zudem Sängerin der Band Silly.

## Leben

### Jugend

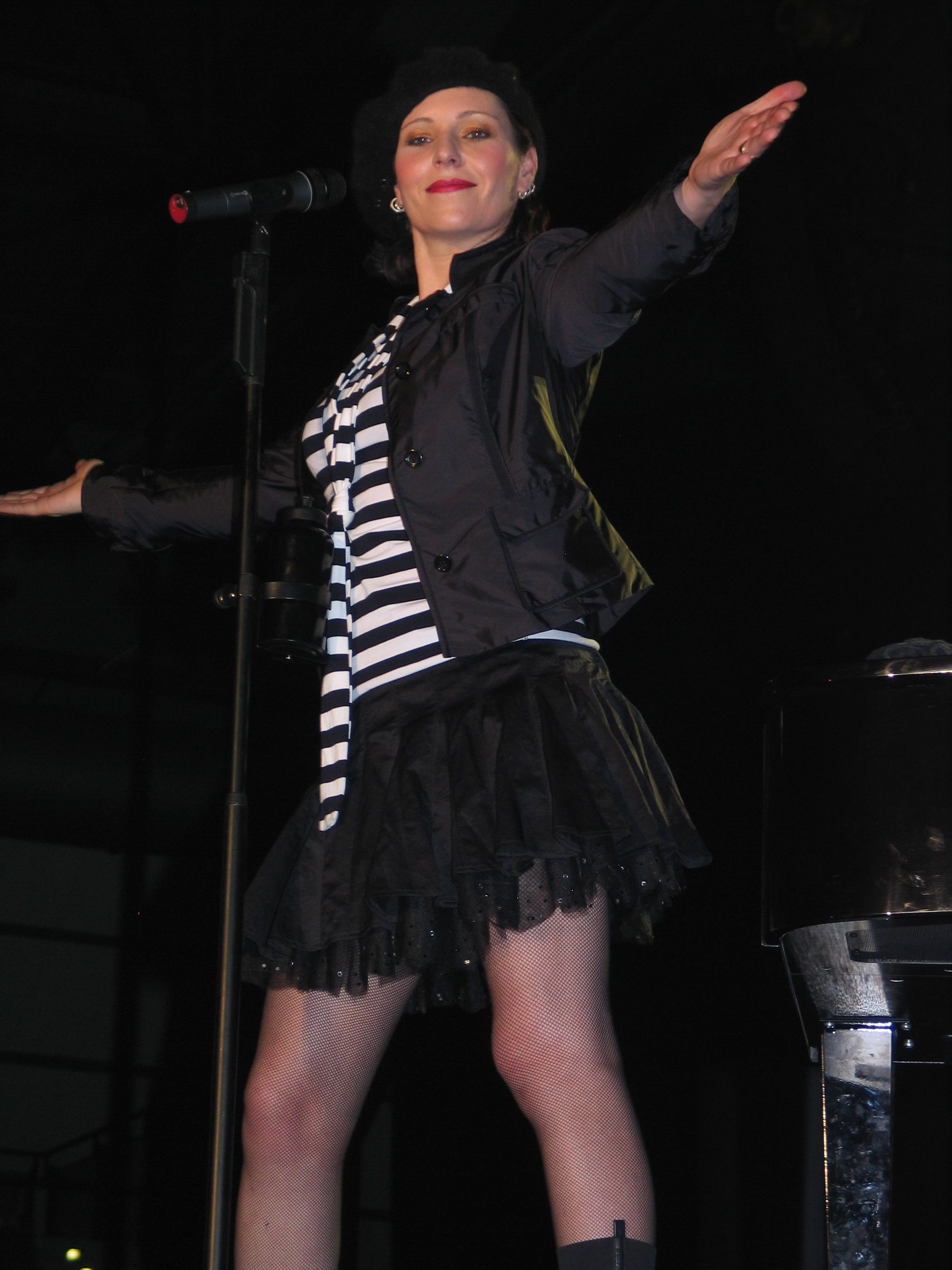
AnNa R. (2006)

Andrea Rosenbaum wurde im Berliner Stadtbezirk Friedrichshain geboren und wuchs in Ost-Berlin auf. Bereits zu DDR-Zeiten versuchte sie, im Musikleben Fuß zu fassen, stieß aber durch ihre kritischen Texte immer wieder auf Schwierigkeiten. Bei der Aufnahmeprüfung an der Musikschule Friedrichshain, zu der sie mit einem Song von Whitney Houston antrat, fiel sie durch. Im Anschluss machte sie eine Ausbildung als Chemielaborantin und versuchte sich neben diesem Beruf auch als ungelernte Musikalienhändlerin, nahm aber weiterhin Gesangsunterricht.

### Karriere
Nach der deutschen Wiedervereinigung gründete sie 1991 gemeinsam mit Peter Plate die Gruppe Rosenstolz, deren Sängerin sie wurde. Neben ihrer Arbeit für Rosenstolz war sie auch für andere Kulturprojekte tätig. 1998 schrieb sie mit an der offiziellen Rosenstolz-Biographie Lieb mich, wenn du kannst, nimm mich, nimm mich ganz. Sie las unter anderem in der Münchner Langen Nacht der Bücher 2002 Texte von Oscar Wilde. 2005 war sie Gastsängerin bei der deutschen Band Silly.
Im Dezember 2012 gab Rosenstolz bekannt, getrennte Wege zu gehen. Im Frühjahr 2013 meldete sich AnNa R. als Sängerin ihrer neuen Band Gleis 8 zurück. Von 2019 bis 2022 war sie Sängerin bei Silly, diesmal zusammen mit Julia Neigel; 2021 erschien das Album Instandbesetzt. 2023 veröffentlichte sie das Soloalbum König:in. Als erste Single wurde im Februar das Lied Die Astronautin ausgekoppelt.

### Künstlername
Im Juli 2013 berichtete sie in einem Interview mit der Neuen Osnabrücker Zeitung, der ihr von Wikipedia zugeschriebene zweite Vorname Natalie sei eine Erfindung. Das großgeschriebene „N“ in ihrem Künstlernamen stehe nicht für einen Vornamen. Die Schreibweise „AnNa“ sei von ihr 1992 lediglich gewählt worden, weil sie diese „sehr hübsch“ fand. Den Namen Natalie habe sich „jemand ausgedacht, der dem großen N offenbar eine Bedeutung geben wollte“. Dessen ungeachtet wird sie auch im 2006 veröffentlichten Handbuch Wer war wer in der DDR? unter dem Namen „Rosenbaum, Andrea Natalie“ geführt.

### Privatleben und Tod

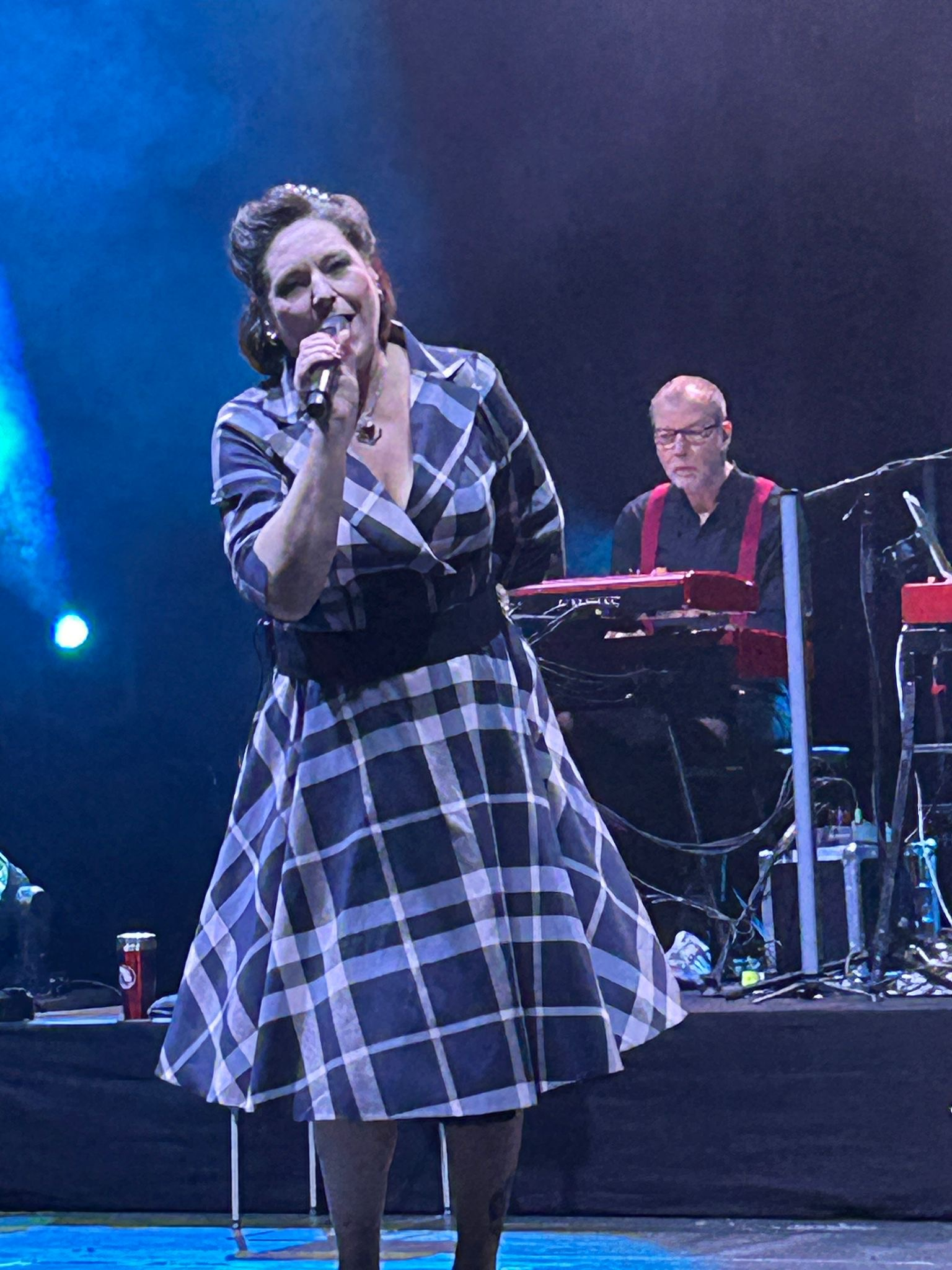
AnNa R. bei ihrem letzten Konzert im März 2024 im Metropol Theater Bremen.

2002 heiratete sie ihren langjährigen Partner, den MTV-Senior-Producer und Regisseur Nilo Neuenhofen, der auch in vielen Videos der Gruppe Rosenstolz Regie führte (z. B. Ich will mich verlieben). Als er 2023 starb, war das Paar getrennt, aber noch befreundet.
AnNa R. wurde am 16. März 2025 im Alter von 55 Jahren in Berlin tot aufgefunden. Ihr Tod wurde als unerwartet beschrieben, zumal eine Tournee für den Herbst 2025 angekündigt war. Aus Ermittlerkreisen wurde bekanntgegeben, dass AnNa R. an einer Erkrankung starb. Selbst- oder Fremdverschulden wurde ausgeschlossen.

## Diskografie
- Für die Diskografie von Rosenstolz, siehe Rosenstolz/Diskografie
- Für die Diskografie von Gleis 8, siehe Gleis 8

### Studioalben
- 2023: König:in

### Singles
- 2022: Ich tanz allein (mit Peter Plate und Ulf Leo Sommer)
- 2022: Hinterm Mond
- 2023: Die Astronautin
- 2023: Chaos & Symmetrie
- 2023: Augen zu (mit Henning Wehland)

## Auszeichnungen
- 2011: Verdienstorden der Bundesrepublik Deutschland für ihre Bemühungen im Kampf gegen AIDS[17]

## Hörbücher
- 2001: Die Nachtigall und die Rose
- 2002: Was denkst Du